# عهد ماركوس أوريليوس

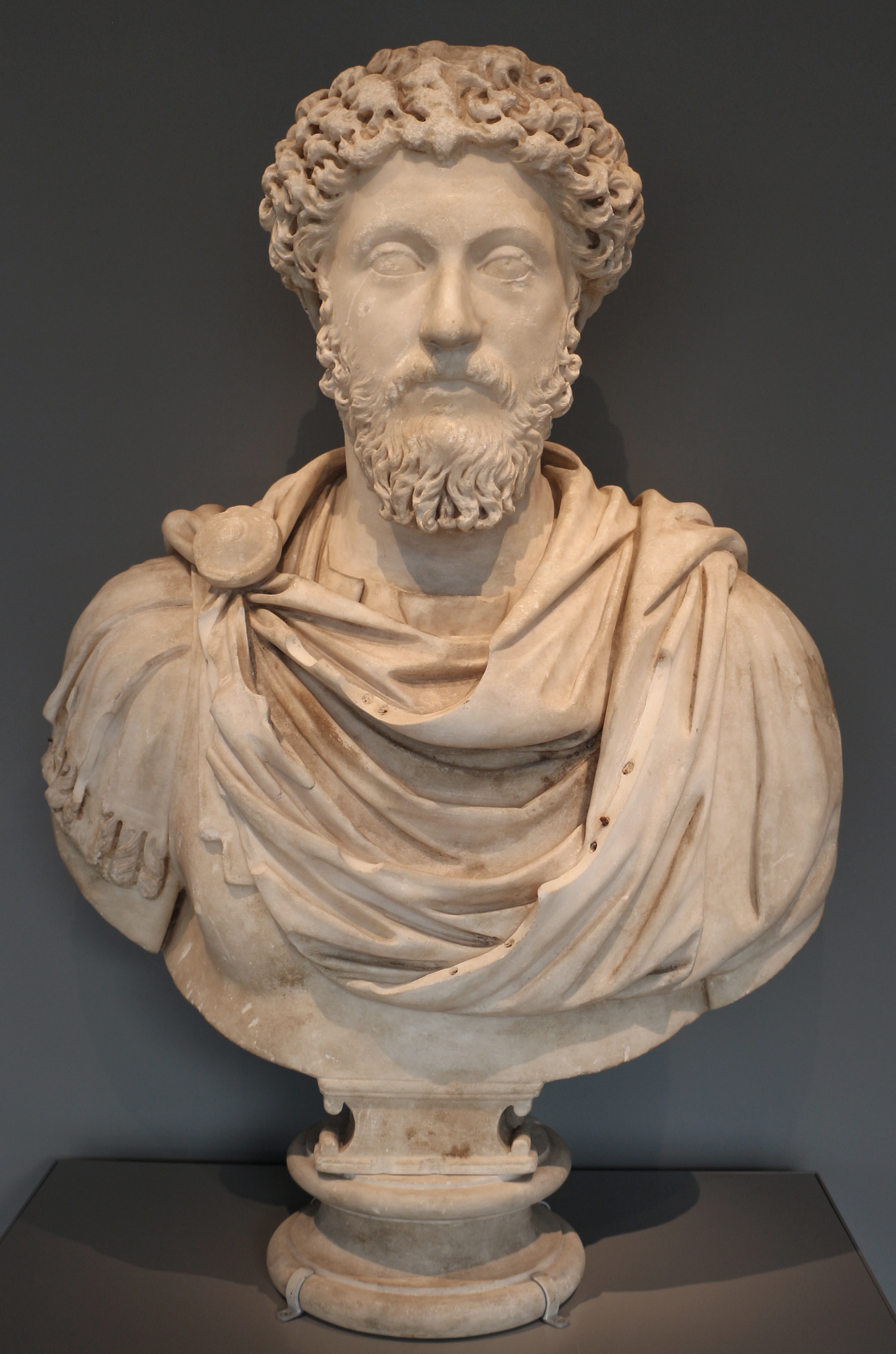
ماركوس أوريليوس

عهد ماركوس أوريليوس بدأ بارتقائه العرش في 7 مارس عام 161 بعد وفاة والده بالتبني أنطونيوس بيوس، وانتهى بوفاته في 17 مارس عام 180. حكم ماركوس أولًا بالاشتراك مع أخيه بالتبني لوسيوس فيروس. وقد تقاسما العرش حتى وفاة لوسيوس في عام 169. وخلف ماركوس ابنه كومودوس الذي كان قد حكم إمبراطورًا بالمشاركة في عام 177.
خاضت روما تحت حكم ماركوس الحرب الرومانية الفرثية من عام 161 حتى عام 166، بالإضافة إلى الحروب الماركومانية. وانتشر ما يسمى بالطاعون الأنطوني خلال فترة حكمه. وفي السنوات الأخيرة من حكمه كتب ماركوس سلسلة من الكتابات الشخصية حول الفلسفة الرواقية وعرفت باسم التأملات.

## اعتلاء ماركوس ولوسيوس للعرش (161)
عند وفاة أنطونيوس بيوس كان ماركوس فعليًا الحاكم الوحيد للإمبراطورية. وكانت الإجراءات الشكلية المتبعة للمنصب أن يمنحه مجلس الشيوخ اسم أوغسطس ولقب إمبراتور، وسرعان ما يجري انتخابه رسميًا باسم بونتيفيكس ماكسيموس (الحبر الأعظم)، رئيس كهنة الطوائف الرسمية. وقد أظهر ماركوس بعض المقاومة: كتب كاتب سيرة هيستوريا أوغستا أنه «أُجبر» على تولي السلطة الإمبراطورية. وربما كان هذا الأمر حقيقية أورور إمبيري «الخوف من القوة الإمبراطورية». فقد وجد ماركوس، بتفضيله للحياة الفلسفية، المنصب الإمبراطوري غير جذاب. ومع ذلك فإن تدريبه باعتباره رواقيًا جعل الاختيار واضحًا، فذلك كان من واجبه.
على الرغم من أن ماركوس لم يُظهر أي مودة شخصية لهادريان (بشكل ملحوظ، فهو لا يمتدحه في الكتاب الأول من مؤلفه «التأملات»)، ومن المفترض أنه كان يعتقد أن من واجبه إتمام خطط الخلافة لدى الرجل. وهكذا على الرغم من أن مجلس الشيوخ خطط لتنصيب ماركوس أوريليوس وحده، إلا أنه رفض تولي المنصب ما لم يحصل لوسيوس، نجل وريث هادريان المختار منذ فترة طويلة ل. إيليوس، على سلطات مساوية. وقد وافق مجلس الشيوخ ومنح لوسيوس الإمبراطورية، والسلطة الأطربونية، واسم أغسطس. وأصبح ماركوس، في اللقب الرسمي، الإمبراطور القيصر ماركوس أوريليوس أنطونينوس أوغسطس؛ أصبح لوسيوس، الذي تخلى عن لقب كودوموس واتخذ اسم عائلة ماركوس أوريليوس، فيروس، ليصبح الإمبراطور القيصر لوسيوس أوريليوس فيروس أوغسطس. وكانت هذه هي المرة الأولى التي تُحكم فيها روما من قبل اثنين من الأباطرة.
على الرغم من مساواتهما الاسمية، كان ماركوس يمتلك سلطات (أوكتوريتاس) أكثر من فيروس. وقد كان قنصلًا لمرة أكثر من فيروس، وكان قد شارك في إدارة بيوس، وكان هو وحده الحبر الأعظم. وكان من الواضح للعامة من هو الإمبراطور الأكبر. كما كتب كاتب سيرة هيستوريا أوغستا «أطاع فيروس ماركوس، كملازم يطيع الحاكم أو حاكم يطيع الإمبراطور».
مباشرة بعد تنصيب مجلس الشيوخ لهما، انتقل الإمبراطوران إلى كاسترا بريتوريا، معسكر الحرس الإمبراطوري. وخاطب لوسيوس القوات المُجمَّعة، والتي اعتبرت الاثنين بعد ذلك على أنها إمبراتوران، ومثل كل إمبراطور جديد منذ كلوديوس، وعد القوات بتبرع خاص. وكان هذا التبرع ضعف حجم ما كان عليه في الماضي: 20000 سيسترتيوس (5000 ديناريوس) للفرد، وأكثر من ذلك للضباط. ومقابل هذه المكافأة، التي تعادل أجر عدة سنوات، أقسمت القوات على حماية الإمبراطورين. وربما لم يكن الاحتفال ضروريًا تمامًا، نظرًا إلى أن تنصيب ماركوس كان سلميًا ولم تجري معارضته، ولكنه كان تأمينًا جيدًا ضد المشكلات العسكرية اللاحقة.
كانت مراسم جنازة بيوس، على حد تعبير كاتب سيرة هيستوريا أوغستا، «متقنة». إذ اتبعت جنازته نمط الجنازات الماضية، وقد أحرق جسده في محرقة في كامبوس مارتيوس، بينما ترتفع روحه إلى منزل الآلهة في السماء. ورشح ماركوس ولوسيوس والدهما للتأليه. وعلى عكس سلوك مجلس الشيوخ خلال حملة بيوس لتأليه هادريان، لم يعارض رغبات الإمبراطورين. وجرى تعيين فلامين، أو كاهن الطوائف، لخدمة عبادة بيوس المؤله، الذي أصبح يعرف بلقب ديفوس أنطونينوس. وجرى دفن رفات بيوس في ضريح هادريان، بجانب رفات أطفال ماركوس وهادريان نفسه. وأصبح المعبد الذي كرسه بيوس لزوجته، ديفا فوستينا، معبد أنطونيوس وفاوستينا. والذي بقي ككنيسة سان لورينزو في ميراندا.
وفقًا لإرادته، انتقلت ثروة بيوس إلى فوستينا. (لم يكن ماركوس بحاجة إلى ثروة زوجته. في الواقع، عند توليه الحكم نقل جزءًا من تركة والدته إلى ابن أخيه أوميوس كوادراتوس) وكانت فوستينا حاملًا في شهرها الثالث عند اعتلاء زوجها للعرش. وخلال فترة الحمل كانت تحلم بأنها تلد ثعبانين، أحدهما أشرس من الآخر. وفي 31 أغسطس أنجبت في لانوفيوم توأمًا: تي أوريليوس فولفوس أنتونينوس ولوسيوس أوريليوس كومودوس. بصرف النظر عن حقيقة أن التوأم شاركا كاليغولا نفس يوم الميلاد، كانت البشائر مواتية، ورسم المنجمون الأبراج طيبة الحظ للطفلين. وجرى الاحتفال بميلادهما على العملة الإمبراطورية.